# Groupe de chasse 1/9 Limousin
Le groupe de chasse 1/9 « Limousin » est une ancienne unité de l'armée de l'air française.

## Historique
Le GC (groupe de chasse) 1/9 est créé à Oran le 1er novembre 1939. Alors composé de deux escadrilles, « Vautour » et « Tête de sarigue », il est équipé de Morane-Saulnier MS.406. Il participe à la campagne de France où il sera brièvement engagé, avant d'être dissous le 22 août 1940 à Bizerte.
Le 1er décembre 1944, le GC 1/9 ré-apparait à Meknès sous l'appellation « Limousin ». Équipé de P-39N Airacobra, puis de P-63 Kingcobra à Reghaia (Algérie), il est à nouveau dissous le 1er mars 1946 à Oran.
Le GC 1/9 « Limousin » est reconstitué le 15 juin 1950 à Oran, pour participer aux opérations en Indochine. Il est alors équipé de F6F Hellcat, puis sera la première à recevoir des Grumman F8F Bearcat . Pendant son séjour à Saïgon, le « Vautour » devient « Aigle » et le « Sarigue » devient « Fennec ». Le groupe réalisera plus de 1 600 sorties de guerre. Il est à nouveau dissous à Tourane le 1er novembre 1952.
Le groupe de chasse 1/9 « Limousin » a été cité deux fois à l'ordre de l'Armée aérienne, et le droit au port de la fourragère « Théâtre opérations extérieures » (T.O.E) lui a été attribué en septembre 1953. Ses traditions ont été reprises ultérieurement par l'escadron de chasse 1/9 Limousin.

## Escadrilles
- 1re escadrille « Vautour » puis « Aigle »
- 2e escadrille « Tête de sarigue » puis « Fennec »

## Bases
- 1939 - Oran (Algérie)
- 1944 - Meknès (Maroc)
- 1950 - Saïgon (Indochine)

## Appareils
- Morane-Saulnier MS.406 : 1939 - 1940
- Bell P-39 Airacobra : 1944
- Bell P-63 Kingcobra : 1945 - 1946
- Grumman F6F Hellcat : 1950
- Grumman F8F Bearcat : 1951 - 1952